# Chin Han (acteur taïwanais)
Pour les articles homonymes, voir Chin Han.
Sun Siang-chong (né en 1946 à Shanghai), connu sous son nom de scène Chin Han, est l'acteur taïwanais le plus connu pour avoir adapté les nouvelles de Chiung Yao dans les années 1970 et 1980. Il a aussi souvent joué avec l'acteur Charlie Shin et les actrices Brigitte Lin et Lin Feng-jiao, qui sont connus en tant que "Two Lin's and Two Chin's".
Il est le fils de  Sun Yuanliang, célèbre général de la Seconde Guerre mondiale.

## Filmographie

### Cinéma
- 1966 : Smiles from the Distant Mountains (遠山含笑)
- 1966 : How Many Sunsets (幾度夕陽紅)
- 1967 : Sister's Lover (姐姐的情人) : Wah
- 1968 : A Time for Reunion (春曉人歸時)
- 1969 : Betrayer (殺氣嚴霜)
- 1971 : The Mad Killer (瘋狂殺手)
- 1972 : Everybody Is Laughing (天下一大笑)
- 1972 : Dangerous Game (慾火焚身)
- 1972 : Five Brothers from Tangshan (唐山五兄弟)
- 1972 : Heart Wish (心願)
- 1973 : Outside the Window (窗外)
- 1973 : Story of Mother (母親三十歲)
- 1973 : Gui Fen (桂芬)
- 1974 : The House of Love (愛的小屋) : Luo Wen
- 1974 : First Come, First Love (近水樓台) : Cai Dawei
- 1974 : Where the Seagull Flies (海鷗飛處)
- 1974 : Spring Comes Not Again (不再有春天)
- 1974 : Sex For Sale (面具) : Lin Weibin
- 1974 : News Hen (女記者) : Xue Xiaonan
- 1974 : Rhythm of the Wave (海韻)
- 1974 : Love Camp (愛情集中營)
- 1975 : Girl School (春滿女學府) : Lei Guangming
- 1975 : Hot Wave (熱浪) : Ho Ta-fung
- 1975 : He Loved Once Too Many (水雲) : Kiu Yee
- 1975 : The Unforgettable Character (在水一方) : Lu You-wen
- 1975 : Eight Hundred Heroes (八百壯士)
- 1975 : Land of the Undaunted (吾土吾民) : Li Yueh-ting
- 1975 : Where Have the Lovers Gone (晨星)
- 1975 : A Chilled Spring (春天裡的秋天)
- 1975 : Dream Lake (夢之湖)
- 1975 : Posterity and Perplexity (碧雲天)
- 1976 : Coffee, Wine, Lemonade (咖啡, 美酒, 檸檬汁)
- 1976 : Love Forever (海誓山盟)
- 1976 : A Misty Love (小雨絲絲)
- 1976 : Deep Autumn Love (落葉飄飄)
- 1976 : Love in the Twilight Zone (陰陽有情天)
- 1976 : Erotic Nights (色香味)
- 1976 : Painted Waves of Love (浪花)
- 1976 : The Sang Sisters (桑園)
- 1976 : The Valley of Butterfly (蝴蝶谷)
- 1976 : The Spring Lake (翠湖寒)
- 1976 : Wild Pigeons in the Evening (野鴿子的黃昏)
- 1977 : My Sweet Love (霧濛濛情濛濛) : Xiao Zhangyun
- 1977 : The Love Offensive (愛情大進擊)
- 1977 : My Beloved (雲愛，雲愛)
- 1977 : Love in the Shadow (愛有明天) : Yi Siyin
- 1977 : True Love (真真的愛)
- 1977 : The Smiling Face (微笑)
- 1977 : The Glory of the Sunset (煙水寒)
- 1977 : Cloud of Romance (我是一片雲) : Youlan
- 1977 : Confused Love (變色的太陽)
- 1977 : Love Rings a Bell (風鈴, 風鈴)
- 1977 : We Are the Youth (我們是年輕的)
- 1977 : The Lost Dream (荒園草夢)
- 1977 : Melody from Heaven (白花飄雪花飄)
- 1977 : The Love Corridor (愛情走廊)
- 1977 : We Feel the Wind Again (又是起風時)
- 1978 : Morning Fog (晨霧) : Tai Yalun
- 1978 : Wild Flower in the Storm (花非花)
- 1978 : Sea-Wave in Sunset and Love (夕陽浪花愛)
- 1978 : Love is Burning (愛情火辣辣)
- 1978 : Hi, Honey (嗨親愛的)
- 1978 : The Diary of Di-Di (蒂蒂日記)
- 1978 : Love on a Foggy River (煙波江上)
- 1978 : Lover on the Wave (我踏浪而來)
- 1978 : A Journey of Love (無情荒地有情天)
- 1978 : Ask My Love from God (此情可問天)
- 1978 : He Never Gives Up (汪洋中的一條船)
- 1978 : The Story of Green House (綠色山莊)
- 1978 : Mountains Under the Setting Sun (夕陽山外山)
- 1978 : Love in the Blossoming Mountain Flowers (滿山花開一片情)
- 1979 : A Sorrowful Wedding (悲之秋)
- 1979 : Love Under a Rosy Sky (彩霞滿天) : Chiao Shu-pei
- 1979 : The Wild Goose on the Wing (雁兒在林梢)
- 1979 : Love Seed (一顆紅豆)
- 1979 : By Love Obsessed (情奔)
- 1979 : Dash (衝刺)
- 1980 : My Native Land (原鄉人)
- 1980 : Another Spring (又見春天) : Yang Wei-han
- 1980 : Flying Home (雁兒歸)
- 1980 : Poor Chasers (一對傻鳥) : Chen Cheng-hsiung
- 1980 : Lotus Triangle (情網)
- 1980 : Reunion in the Rain (蘭花草)
- 1980 : The Marigolds (金盞花) : Lawyer Zhou
- 1980 : Flying Rainbow (飛躍的彩虹)
- 1980 : A Girl Who Comes from the Country (我從山中來)
- 1980 : Love in a Big Land (大地親情)
- 1980 : The Lotus Triangle (荷葉蓮花藕)
- 1980 : Twin Troubles (愛情躲避球)
- 1980 : Night Rain (夕雨)
- 1981 : My Cape of Many Dreams (夢的衣裳)
- 1981 : The Land of the Brave (龍的傳人) : Lin Chao-hsing
- 1981 : Love You Till I Die (愛你入骨)
- 1981 : Once Again With Love (又見春天)
- 1981 : Coming with a Gun (帶槍過境)
- 1981 : Clouds, Please Stay (雲且留住)
- 1982 : Girls' School (女子學校)
- 1982 : The Girl Robber and I (小妞．大盜．我)
- 1982 : Marianna (賓妹)
- 1982 : Pigeons in the Evening (鴿子的黃昏)
- 1982 : The Drug Busters (鐵血勇探)
- 1983 : The Lost Generation (風水二十年) : M. Tsun
- 1984 : Holy War (聖戰千秋)
- 1984 : Impending War (戰爭前夕)
- 1985 : Last Breath (血染風采)
- 1986 : I Am a Chinese (我是中國人)
- 1986 : Loves of a Small Town Doctor (小鎮醫生的愛情)
- 1990 : Promising Miss Bowie (祝福) : ko Man-kit
- 1990 : Red Dust (滾滾紅塵) : Chang Neng-tsai
- 1991 : Love in Venice (情定威尼斯)
- 1992 : Centre Stage (阮玲玉) : Tong Gwai-saan
- 1992 : Requital (五湖四海) : Fan Dai-kuay
- 1994 : Treasure Hunt (花旗少林) : Tong Ling
- 1995 : Don't Cry, Nanking (南京1937) : Shing Yin
- 2000 : Feeling by Night (夜奔) : De shun
- 2006 : The Knot (雲水謠) : Wang Ting-wu
- 2012 : Threads of Time (柳如是) : Qian Qianyi

### Série télévisée
- 1971 : Rainbow Bridge (七色橋)
- 1985 : How Many Sunsets (幾度夕陽紅) : Ho Mu-tien
- 1986 : Love in the Rain (煙雨濛濛) : Ho Shu-heng
- 1987 : Deep Courtyard (庭院深深) : Bo Peiwen
- 1988 : Across the Water (在水一方) : Zhu Shiyao
- 1989 : Seagulls Soaring In Iridescent Clouds (海鷗飛處彩雲飛) : Yu Muhuai
- 1995 : Secular Romance (情愛紅塵)
- 1996 : Flowers Gone, Flowers Bloom (花落花開)
- 1997 : Flying with the Iridescent Clouds (我伴彩雲飛)
- 2000 : Give Daddy A Kiss (親親老爸) : Fang Nien-tsu
- 2002 : Cash Is King (勝券在握) : Qi Ren
- 2004 :  Son From the Past (子是故人來) : Seng Ming
- 2004 : Wealthy Family's Shocking Dream (豪門驚夢) : Chiao Cheng-tien
- 2005 : Purple Jade, Golden Clay (紫玉金砂) : Pan Tianci
- 2007 : Niu Lang and Zhi Nu (牛郎織女) : Jade Emperor
- 2009 : Dragon-Phoenix Luck (龍鳳呈祥) : Long Jiandong
- 2014 : Moment in Peking (新京華煙雲) : Yao Siyuan